# Belas Artes À La Carte
Belas Artes à La Carte (estilizado: À La Carte) é um serviço de streaming brasileiro independente que faz parte do Belas Artes Grupo, junto com a distribuidora Pandora Filmes e o cinema REAG Belas Artes. Seu acervo de filmes é montado por uma curadoria de artes e indicado para cinéfilos. A programação do streaming é anunciada semanalmente no "Cardápio Semanal" no YouTube.
Atualmente funciona com apoio do Cinema na Varanda, Alpha FM 101.7, Cult, Le Monde Diplomatique Brasil, Laboratório Buenos Ayres e o site 2001 Indica.

## História
Anunciado em 31 de outubro de 2019, é o primeiro  streaming que pertence a um cinema no Brasil. Inicialmente, seu acervo de filmes estava hospedado na plataforma do Looke, mas depois mudou para um endereço próprio. O processo do desenvolvimento do streaming foi acelerado devido a pandemia de COVID-19, que se iniciou meses depois. Em abril de 2020, ofereceu ingressos gratuitos, devido a pandemia.
Em maio de 2020, colocou 23 filmes no catálogo que foram exibidos no Festival de Cannes em diferentes anos. Em outubro de 2020, em colaboração com o Cine Belas Artes e o Sesi-SP, foram oferecidos ingressos gratuitos para o streaming. Em dezembro de 2020, após iniciar uma parceria, passou a exibir títulos da Morena Filmes. Até 26 de janeiro de 2021, a transmissão anual do MyFrenchFilmFestival, que foi exibida na plataforma, atingiu 30 mil visualizações.
Em junho de 2021 foi anunciado um desconto na assinatura anual do streaming para quem fosse assistir Apocalipse Now: The Final Cut em um dos cinemas do Belas Artes.
A partir de janeiro de 2022, passaram a serem adicionadas no catálogo séries da BBC. No mesmo mês, passou a valer um cupom de desconto a partir dos críticos de cinema, sendo inciado por Isabela Boscov.

## Festivais de cinema e lançamentos
Em 2020, o Petra Belas Artes à La Carte passou a exibir mostras e festivais de cinema, e exibiu um filme inédito no circuito brasileiro:
2020
- 10º Cinefantasy[23]
- Festival de Cinema Italiano[24]
- Mostra de filmes de grandes diretores espanhóis [25]

2021
- My French Film Festival.[26]
- 11º Cinefantasy[27]
- Anos 2010 - 10 Olhares[2]
- 11º Festival Internacional de Cinema em Balneário Camboriú[2]
- Volta ao Mundo[28]
- 10ª Mostra Ecofalante de Cinema[29]

Lançamento
- 2020: "O Hotel Às Margens do Rio", dirigido e escrito por Hong Sang-soo[30]